# Зулу
Зулу је афричка етничка група од око 10.659.309 људи који већином живе у Ква Зулу провинцији у Јужној Африци. Они су најбројнија етничка група у тој земљи. Њихов језик потиче од Банту језика. Под краљем Шаком су, у раном 19. вијеку, су од малог клана од 1500 људи освајањем и асимилацијом постали велика нација која заузима подручје између ријеке Тугела и ријеке Понгола. Они су највећим дијелом одговорни за Мфекане - катастрофалну присилну миграцију многих кланова који су насељавали околину Зулу земље. Познати су по својим сукобима са Африканерима и армијом Велике Британије у 19. вијеку (Англо-Зулу рат из 1879. године у коме су Зулуи поразили британску армију у бици код Исандлуане, 22. јануара.)
У данашње вријеме Зулуи су подијељени у урбане и руралне скупине.
Рурални Зулуи живе у селима, често без струје и текуће воде, у кућама направљеним од земљаних набоја или модернијих јефтиних материјала. Зулу аристократија још увијек има велику улогу у Зулу народу. Неки Зулуи живе продајући корпе и ђинђуве туристима и градским препродавцима. Неки се баве земљорадњом, а неки раде у оближњим градовима.
Сиромашнији урбани Зулуи живе у градовима који су настали као резултат апартхејда. Ипак, бројни Зулуи су данас припадници средње класе, који живе у предграђима и имају нормалне послове. Бројни Зулуи су успјешни у бизнису, а бројни су и у парламенту Јужне Африке.
На Зулу језику, Зулу значи „небо“.

## Историја
Сматра се да је Зулу племе дошло у 16. веку из подручја Конга на југ Африке. При томе су примили многе обичаје од Сана племена које је насељавало ову област. Зулу је афричко ратничко племе, из породице Банту-црнаца који највише живе у Ква-Зулу (Натал) провинцији у Јужноафричкој републици. Мали број их живи у Зимбабвеу, Замбији, Мозамбику и Танзанији. Њихова популација броји око 13 милиона становника. Највише их има у Јужноафричкој Републици негде око 10 милиона и при томе чине око 25% укупне популације у Јужноафричкој Републици. Према месту живота који се умногоме разликује, подељени су у две групе које су према броју становника подједнако распоређене. Они које живе у градовима то су урбани Зулу популација и они који живе на селима то су рурални Зулу популација.
Рурална популација живи на селима где се претежно баве земљорадњом и делимично сточарством. Живе у кућама које су направљене од земље и биљног материјала које су у основи кружне и зову их „Умузи“. Куће обично личе на кошнице које су постављене око простора у коме се чувају говеда „Исибаyа“ . Свако домаћинство односно кућа у оквиру села је независна једна од другог и њега води глава куће или „Умнумзана“. Највећу пажњу поклањају говедима које представља највеће богатство за сваку породицу и при томе им дају различита имена по птицама, биљкама, природним феноменима и др. Њих не убијају ради хране само искључиво уколико се нађу у некој великој невољи. У данашње време рурална Зулу популација постала је туристичка атракција па због тога се може рећи да део прихода остварују од туризма.
Градска-урбана популација је настала као последица доласка цивилизације у поменуте крајеве као и због периода апартхејда. Они представљају сиромашнији део становништва у градовима али се њихов статус побољшао у последњих неколико година.
Нови краљ Зулуа крунисан је 20. августа 2022. године.

## Породица и односи у њој
У Зулу култури, брак се не сматра комплетним све док дете не буде рођено. Верује се да породица не подиже дете; цело село га подиже. Из тог разлога, свако дете расте са слободним животом и мало забране, али почиње да доприноси заједници у раном добу. Према њиховом схватању дужност жене је да роди децу и да их уче да поштују старешине и никада не говоре док им не одобри. Жене су у потпуности подређене мужевима. Постоји потпуни недостатак родитељске љубави између оца и сина.
Дечаци добијају једно име по рођењу, друго име добијају од оца са напуњених 7 година док надимак добијају од пријатеља родитеља и на крају добија још једно име приликом уласка у Амабутха. Начин одређивања имена за девојчице је сличан, осим што им могу дати различита хришћанска имена. Такође им могу дати имена која су повезана са неким од догађаја која су се догодила близу рођења детета.
Од дечака се очекује да као мали одлазе да чувају стоку при чему од куће одлазе рано ујутро и долазе у току дана, за време муже и на доручак када се враћају да до предвече чувају стоку. Поред чувања стоке дечаци имају необичну игру борбе са штаповима који су направљени од тврдог дрвета дужине око 70 cm. Те поменуте штапове касније ће заменити са копљем и штитом када буду стасали за војничку службу. Девојчице остају код куће где се упознају са кућним пословима где им је један од првих задатака које треба да науче да носе мале тикве на глави са којима ће доносити воду. Тикве носе на глави тако што их постављају на плетене подлоге. Касније се учи пословима у пољу а нарочито око жетве. Са 11 година она увелико зна све кућне послове, зна да припреми неколико простих јела и чува млађу браћу и сестре.
Мушкарац као глава куће посвећује се посетиоцима и гостима, присуствује јавним састанцима, доноси одлуке, поседује колибе као и садржај у њима као и стоку. Поред тога он има и обавеза нарочито око склапање споразума где својим богатством и породицом гарантује његово поштовање. Како младићи постају све старији они се упознају са одговорностима које има одрастао мушкарац. Мушкарац може вршити израду кашика и других предмета од дрвета. Жене су инфериорније од мушкараца.Од њих се очекује да се брину за сву децу, иду на поља, носе воду, израђују лонце и производе пиво. Често ће се муж пре посветити стаду него својим супругама.
Пракса је да један мушкарац може да има неколико жена које указују на његов друштвени положај и богатство. Прва жена има свакако снажан утицај у породици у односу на остале жене. Свака жена има своју колибу, која се налази у реду иза мушке колибе, она такође има своја поља, стадо и кува само за њену ближу породицу. Човек који се жени плаћа оцу младе са стоком надокнаду по закону због трошкова њеног васпитања и губитка њених услуга након удаје. Ако је супруга на било који начин недостојна, од оца се очекује да замени или да врати нека или сва говеда.